# Nyctemera communicata
Nyctemera communicata là một loài bướm đêm thuộc phân họ Arctiinae, họ Erebidae.